# Dionouna
Dionouna est une localité située dans le département de Banfora de la province de la Comoé dans la région des Cascades au Burkina Faso.

## Santé et éducation
Le village possède une école primaire publique. 